# Gesneria salicifolia
Gesneria salicifolia är en tvåhjärtbladig växtart som först beskrevs av August Heinrich Rudolf Grisebach, och fick sitt nu gällande namn av Ignatz Urban. Gesneria salicifolia ingår i släktet Gesneria och familjen Gesneriaceae.

## Underarter
Arten delas in i följande underarter:
- G. s. ferruginea
- G. s. salicifolia
- G. s. spathulata